# Egidio Capra
Egidio Capra (14. květen 1914, Lodi, Italské království – 28. březen 1958, Lodi, Itálie) byl italský fotbalový útočník. Byl přezdíván Mao, zkratka pro Mohameda, kvůli své barvě kůže. Zemřel v roce 1958 ve věku 43 let kvůli následkům nehody motocyklu, které si přivodil rok předtím.
Vyrůstal ve městě Lodi a fotbal začal hrát v místním klubu z názvem Fanfulla. Všiml si ho AC Milán, koupil ho v roce 1936 za 14 000 lir. V dresu Rossoneri se okamžitě stal idolem fanoušků a zaujal své místo natrvalo na pravém křídle. V Miláně zůstal až do roku 1939. Přestěhoval do Lucchese, kde hrál dvě sezóny ve druhé lize. Poté hrál ještě za Modenu, Paviu, Cremonese, Comě a Legnanu. Kariéru zakončil v roce 1949 v dresu Fanfulla.
Za reprezentaci odehrál dvě utkání v roce 1937.

## Hráčská statistika
| Sezóna  | Klub     | Liga    | Liga   | Liga | Ligové poháry | Ligové poháry | Ligové poháry | Kontinentální poháry | Kontinentální poháry | Kontinentální poháry | Celkem | Celkem |
| Sezóna  | Klub     | Soutěž  | Zápasy | Góly | Soutěž        | Zápasy        | Góly          | Soutěž               | Zápasy               | Góly                 | Zápasy | Góly   |
| ------- | -------- | ------- | ------ | ---- | ------------- | ------------- | ------------- | -------------------- | -------------------- | -------------------- | ------ | ------ |
| 1936/37 | Milán    | Serie A | 29     | 12   | IP            | 6             | 2             | -                    | 0                    | 0                    | 35     | 14     |
| 1937/38 | Milán    | Serie A | 30     | 6    | IP            | 4             | 0             | -                    | 0                    | 0                    | 34     | 6      |
| 1938/39 | Milán    | Serie A | 24     | 2    | IP            | 2             | 2             | Stř.P                | 2                    | 0                    | 28     | 4      |
| 1939/40 | Lucchese | Serie B | 32     | 7    | -             | 0             | 0             | -                    | 0                    | 0                    | 32     | 7      |
| 1940/41 | Lucchese | Serie B | 31     | 7    | IP            | 3             | 2             | -                    | 0                    | 0                    | 34     | 9      |
| 1941/42 | Modena   | Serie A | 20     | 2    | IP            | 1             | 0             | -                    | 0                    | 0                    | 21     | 2      |
| 1942/43 | Fanfulla | Serie B | 31     | 12   | IP            | 2             | 2             | -                    | 0                    | 0                    | 33     | 14     |
| 1946/47 | Como     | Serie B | 41     | 14   | -             | 0             | 0             | -                    | 0                    | 0                    | 41     | 14     |
| 1947/48 | Legnnao  | Serie B | 21     | 6    | -             | 0             | 0             | -                    | 0                    | 0                    | 21     | 6      |
| Celkem  | Celkem   | Celkem  | 260    | 38   | -             | 18            | 8             | -                    | 2                    | 0                    | 280    | 46     |

## Hráčské úspěchy

### Reprezentační
- 1x na MP (1936-1938)